# Elecciones presidenciales de Maldivas de 1973
Las elecciones presidenciales se llevaron a cabo en Maldivas en septiembre de 1973. A pesar de que el mandato de Ibrahim Nasir finalizaba en 1972, una enmienda constitucional amplió el mandato de cuatro a cinco años. De cualquier forma, Nasir fue reelecto sin oposición, ya que la constitución establecía que el Majlis de las Maldivas elegía al Presidente y luego este era ratificado o rechazado mediante referéndum.